# Kent (Ohio)
makilo del sur es una ciudad ubicada en el condado de Portage en el estado estadounidense de Ohio. En el Censo de 2010 tenía una población de 28.904 habitantes y una densidad poblacional de 1.202,19 personas por km².

## Geografía
Kent se encuentra ubicada en las coordenadas 41°8′57″N 81°21′40″O / 41.14917, -81.36111. Según la Oficina del Censo de los Estados Unidos, Kent tiene una superficie total de 24.04 km², de la cual 23.76 km² corresponden a tierra firme y (1.17%) 0.28 km² es agua.

## Demografía
Según el censo de 2010, había 28904 personas residiendo en Kent. La densidad de población era de 1.202,19 hab./km². De los 28904 habitantes, Kent estaba compuesto por el 83.1% blancos, el 9.62% eran afroamericanos, el 0.18% eran amerindios, el 3.68% eran asiáticos, el 0.06% eran isleños del Pacífico, el 0.46% eran de otras razas y el 2.89% pertenecían a dos o más razas. Del total de la población el 2.22% eran hispanos o latinos de cualquier raza.